# 剑桥 (马萨诸塞州)
劍橋（又譯坎布里奇）是緊鄰美国麻薩諸塞州波士頓西北方密德瑟斯郡的一個城市，大波士顿的组成部分之一，与波士顿市区隔查尔斯河相对。这里是兩所世界著名大学，哈佛大學和麻省理工學院的所在地。至2006年，世界上共有780人獲諾貝爾獎；由於這兩所名校位於此小鎮，劍橋號稱培養了780人中的130諾貝爾獎得主。劍橋亦集結了100多家生物科技相關公司，成為美國生技產業的聚集區域。
根據2000年美國人口普查（美國每十年做一次統計），劍橋市有101,355名居民。

## 歷史

### 原住民时期
在欧洲人殖民美洲前，马萨诸塞人已在剑桥这块地方居住数千年，他们给此地命名为Anmoughcawgen，在纳蒂克语中意为“鱼堰”或“海狸坝”。
原住民与殖民者接触时，亦有多种传染病传入，导致毫无抵抗力的土著大量死亡。1630年，来自英国的清教徒大批到达此地时，发现已毋需争夺。

### 殖民初期（17世纪）
1631年，在马萨诸塞湾地区定居的清教徒，在此建立「紐敦鎮」（始为Newe Towne，1638年改名为Newtowne），因为该地位于波士頓港上游，安全可靠，易于抵御敌舰袭击。紐敦鎮的创立由托马斯·达德利、其女儿安妮·布拉德斯特里特，以及女婿西蒙·布拉德斯特里特共同负责，原址位于今日市区内的哈佛广场。
第一位来到紐敦鎮的传教士是托马斯·胡克，他于1636年带领许多原住民向西迁移，建立了哈特福德和康涅狄格殖民地；离开之前，他们又将土地售予后来来自英国的移民。
1636年，北美洲第一所高等教育機構，新學院（後更名为哈佛學院，即今日哈佛大学前身）創辦于此，其最初目的是培养牧师。該学院的牧师，胡克和谢泼德、首任校长、主要捐助人，以及第一批教师中的纳撒尼尔·伊顿都是剑桥大学校友。
1638年5月，人們將紐敦鎮改名為「劍橋」（Cambridge），以纪念英国的剑桥大学。彼时的“剑桥镇”，除包括现今的“剑桥市”，还涵盖了牛顿市（原名剑桥屯，1688年划出）、莱克星顿（即美国独立战争打响第一枪之地，原名剑桥农场，1712年或1713年划出）、布礼顿（原名小剑桥或南剑桥，1807年划出）、阿灵顿（原名美诺托米或西剑桥，1807年划出）。
美国独立战争期间，此镇多是农场和庄园。大多数居民是最初清教殖民者的后裔，居住在公地和哈佛大学附近。然而，也有一小部分圣公会“名流”，他们不参与乡村生活，而是靠庄园、投资和贸易谋生，居住在“通往沃特敦之路”（'the Road to Watertown'）（即如今的布拉特尔街）沿线的豪宅中。

### 独立时期（18世纪）

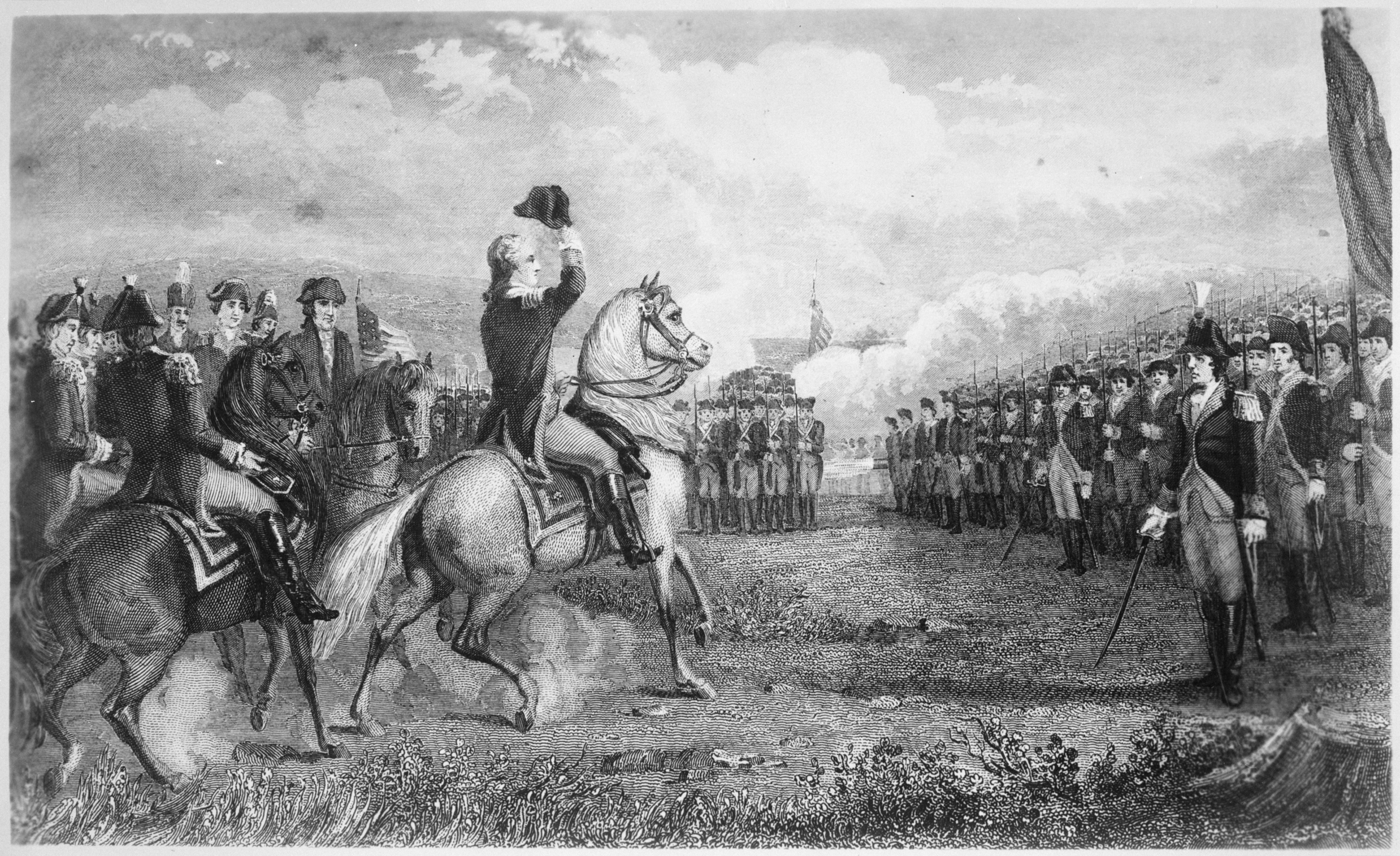
华盛顿在剑桥广场指挥大陆军。大陆军在独立战争中击败英国，获得独立。

1775年7月3日，新任命的大陆军总司令乔治·华盛顿将军从费城抵达剑桥，指挥驻扎在公地的爱国者士兵，剑桥因此被誉为大陆军的摇篮。
1776年1月24日，亨利·诺克斯率领从提康德罗加堡缴获的炮兵列车抵达波士顿，华盛顿得以迫使英军撤离波士顿。独立战争结束后，剑桥的大部分保皇党庄园被没收。

### 工业化初期（19世纪）

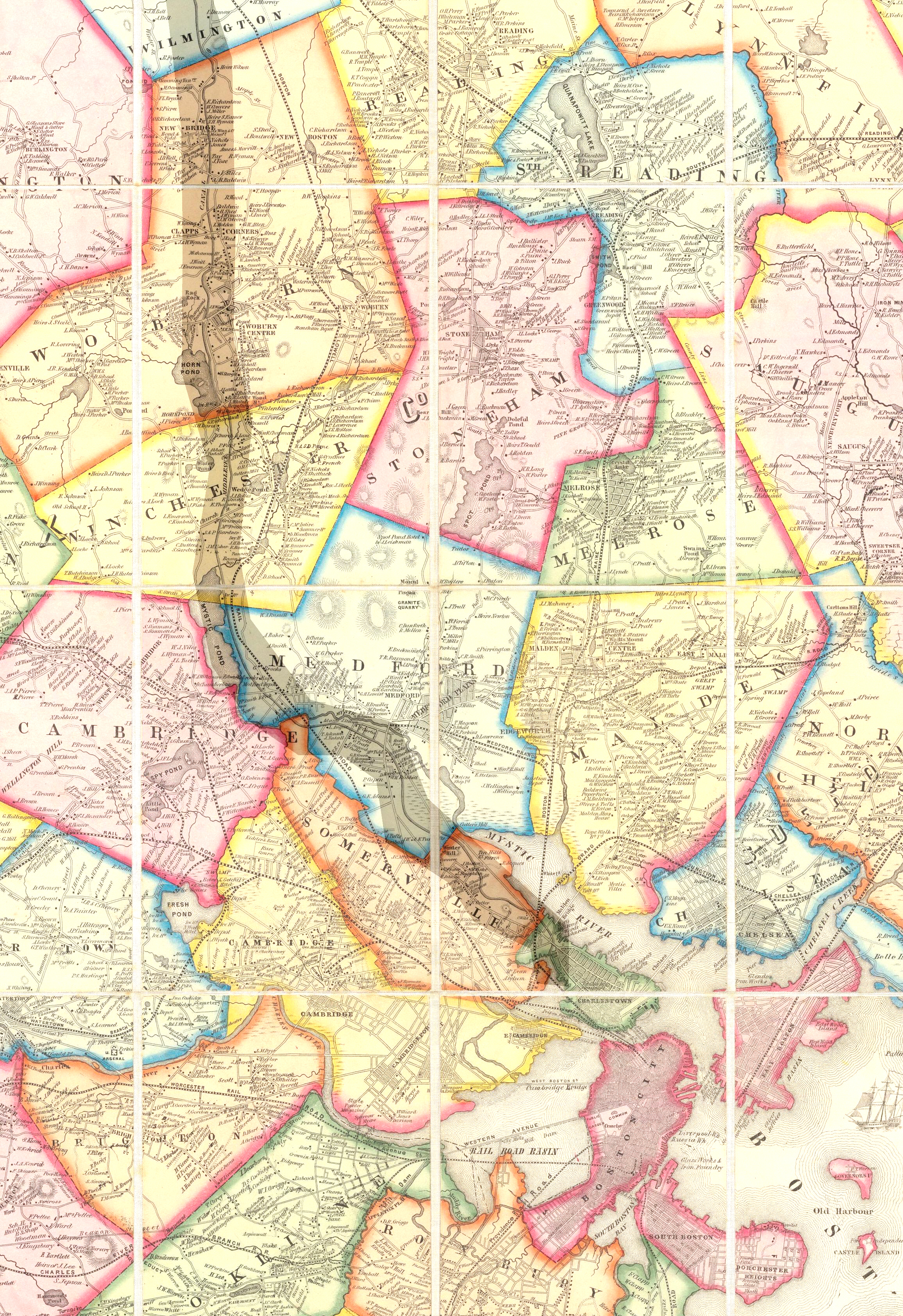
1852年的大波士顿地区，剑桥位于地图底部附近，以黄色标出，西剑桥（现阿灵顿）以粉红色标出

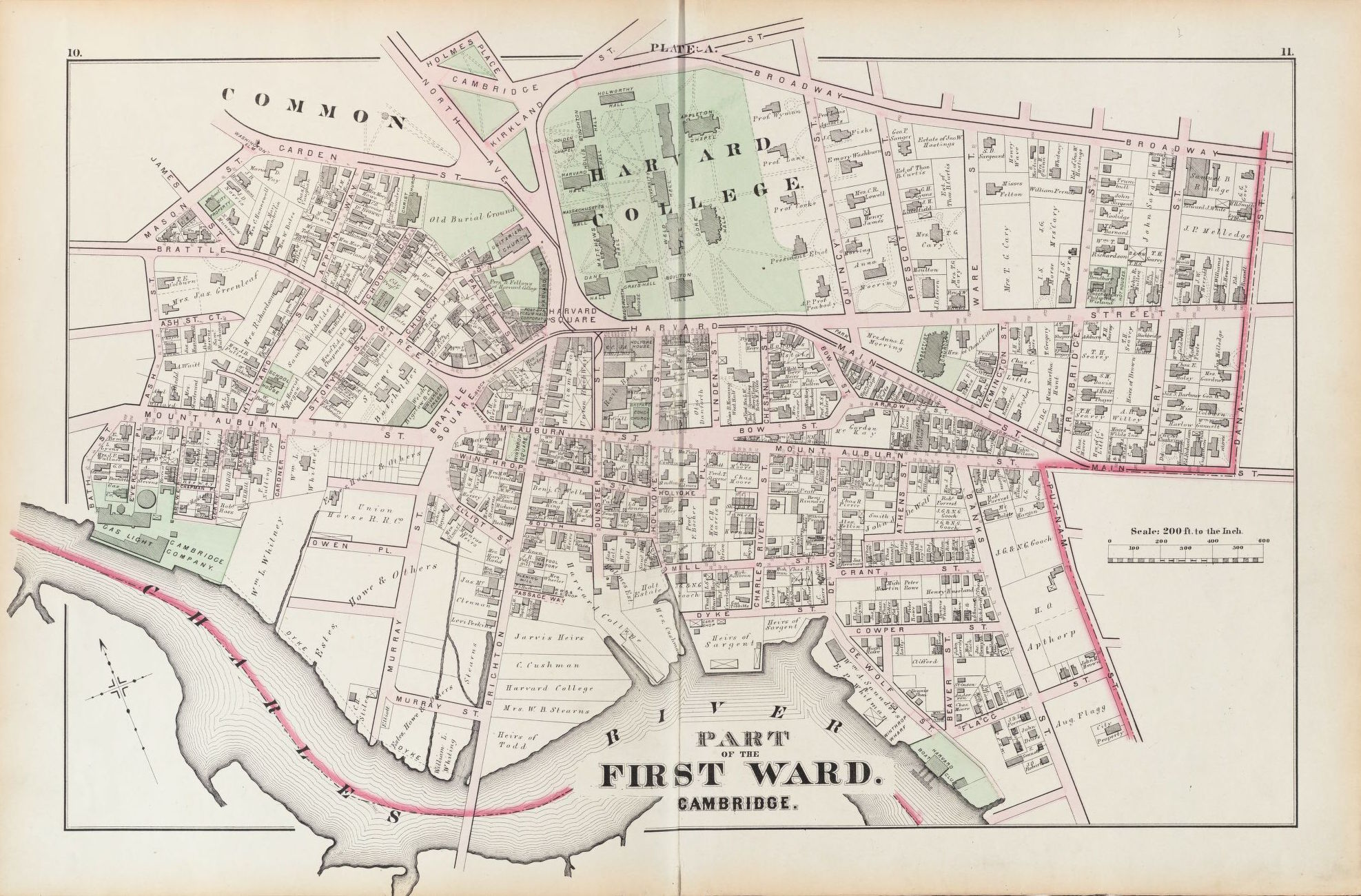
1873年的哈佛广场地图

1790年往后的50年间，随着西剑桥大桥（今朗费罗大桥）的建成，剑桥与波士顿市区得以相连。
剑桥于1846年建市。彼时此市的中心开始转移至中央广场。（为与英国的剑桥区分，有些书刊会将美国的这座城市音译为“坎布里奇”，而非意译）
19世纪中叶，剑桥是文学革命之心。这里孕育了许多著名的“炉边诗人”，他们因常在晚炉前诵诗而得名。朗费罗、洛额尔和霍姆斯等，作为“炉边诗人”的杰出代表，广受读者欢迎，影响力巨大。
随后至1900年间，剑桥已和今日景象大差不差，当时建设重点，包括收费公路沿线的有轨电车郊区、集中在剑桥东部的工人区、老剑桥港舒适的中产住宅区和哈佛大学附近和小山丘上流聚居区的发展。铁路在剑桥北部和西北部的通车带来了三大变化：马萨诸塞大道、康科德大道和阿莱夫溪之间大规模砖厂和砖窑的开发。

### 20世纪
到1920年，剑桥已成为新英格兰最主要的工业城市之一，拥有近120000名居民。
此时，剑桥最大的企业之一是卡特油墨公司，其霓虹灯招牌长期装饰着查尔斯河，多年来一直是世界上最大的油墨制造商。其它大企业还有雅典娜出版社（Athenaeum Press）、肯尼迪饼干厂（后来納貝斯克的一部分）等等。至于布莱克和诺伊斯蒸汽泵公司（1886年）、肯德尔锅炉和水箱公司（1880年，现位于马萨诸塞州切姆斯福德）和新英格兰玻璃公司（1818—1878年）这些重工企业，现在都归属肯德尔广场和东剑桥的工厂。
大萧条时期和二战之后，新英格兰地区的工业开始衰落，剑桥失去了大部分的工厂，而从工业中心开始转变为知识中心。其中，哈佛大学作为剑桥市历史悠久的土地所有者及顶尖高等学府，长期以来一直具有重要地位，如今更是在城市生活与文化建设中占主导地位。拉德克利夫学院于1879年成立，这座城市成为当时美国一些最天赋异禀的女学生圣地。更不必提，麻省理工学院于1916年从波士顿迁至剑桥，进一步巩固了剑桥作为美国知识中心的地位。
50年代后，随着单身人士和年轻夫妇增多，该市人口开始缓慢下降。1969年，科技公司Bolt, Beranek & Newman生产出第一台网络路由器，1971年又发明了电子邮件。20世纪80年代，这里掀起了一波高科技初创企业的浪潮。那些原本销售先进小型计算机的公司逐渐为微型计算机所替代。VisiCorp开发了首款PC电子表格软件VisiCalc，助力Apple II走向消费市场。VisiCorp后来被总部位于剑桥的Lotus Development收购，后者是Lotus 1-2-3的开发商（Lotus 1-2-3后来被Microsoft Excel取而代之）。
这座城市至今仍是众多科技企业的聚集地。肯德尔广场曾是互联网泡沫时期的软件中心。如今谷歌、微软和亚马逊等科技公司都在这里设有办公室。此外，阿卡迈科技的总部也设在这里。
1976年，哈佛大学计划开展重组DNA实验，但最终被暂停了三个月，并成立了公民审查小组。后来，剑桥市允许此类实验，但于1977年通过了安全法规。此后，生物技术和制药产业在剑桥蓬勃发展，目前，渤健和健赞的总部，诺华、梯瓦、武田、艾拉倫、铁木医药、莫德纳、Editas Medicine的实验室，以及许多小企业都坐落于此。

### 21世纪
2008和2009年，美国房地产泡沫破裂，但由于自身基建和与波士顿的邻近性，剑桥市的房价依然相对稳定。
剑桥自1985年起就成为庇护城市，并于2006年重申其地位。

## 教育

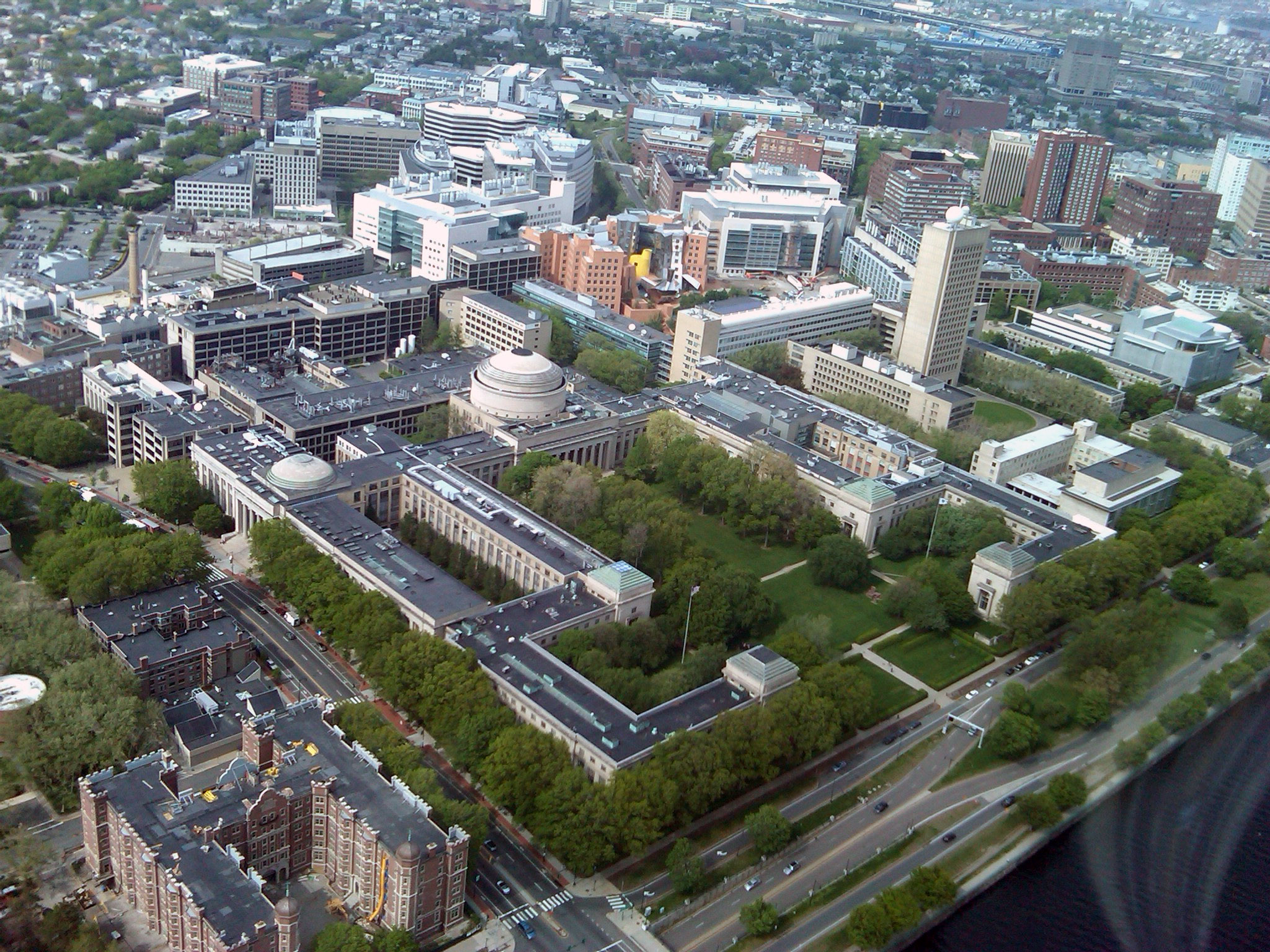
麻省理工学院主校区鸟瞰

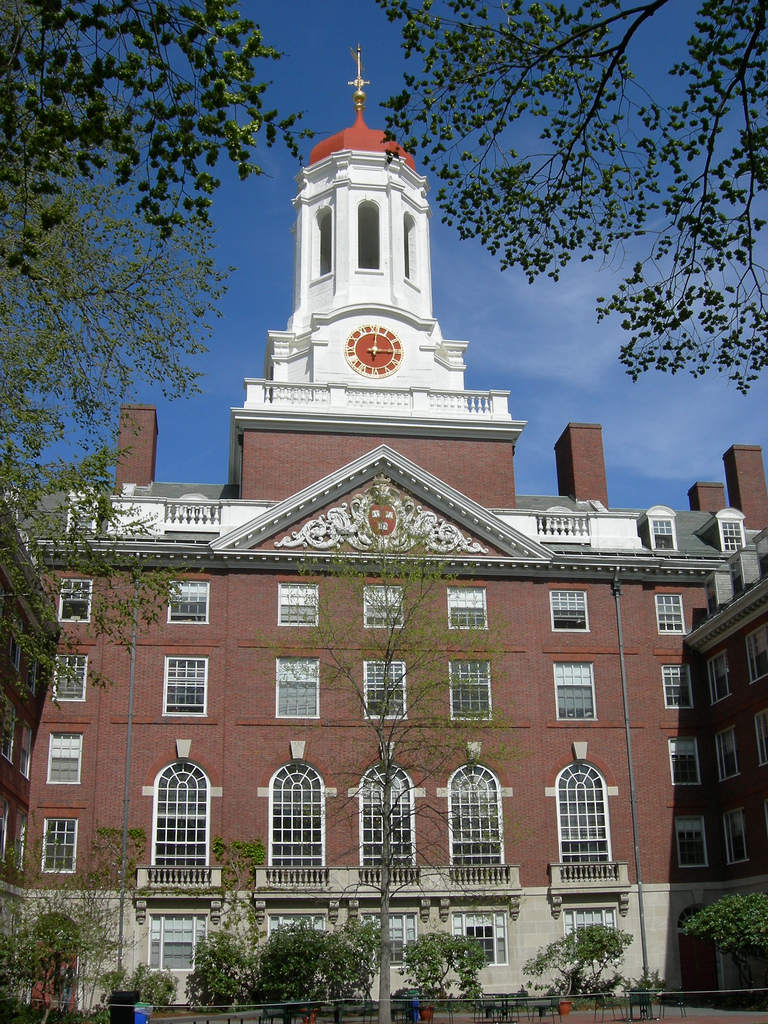
邓斯特宿舍，哈佛大学12个本科生宿舍之一

### 高等教育
毋庸置疑，剑桥以其作为学术和知识中心的地位而闻名。其学院、大学和研究院包括：
- 美国文理科学院
- 哈佛大学
- 麻省理工学院
- 霍特国际商学院
- 莱斯利大学（英语：Lesley University）
- 巴德学院朗伊音乐学院（英语：Longy School of Music of Bard College）
- 剑桥烹饪技术学校（英语：Cambridge School of Culinary Arts）

在全球总共962位诺贝尔奖得主中，至少有258位在其职业生涯的某个阶段曾隶属于剑桥的院校。
剑桥学院以剑桥为名，但已于2017年搬迁至波士顿。

## 外部連結
- Welcome to the City of Cambridge （页面存档备份，存于） （英文）

1. ↑  今日的喜来登司令酒店依此命名。